# Онгой (Баяндаевский район)
Онгой (бур. Онгой - имя родоначальник булагатского рода) — деревня в Баяндаевском районе Иркутской области России. Входит в состав Ользонского муниципального образования. Находится примерно в 30 км к западу от районного центра.

## Население
| 2002 | 2010 | 2011 | 2012 |
| ---- | ---- | ---- | ---- |
| 80   | ↘43  | →43  | ↘30  |

По данным Всероссийской переписи, в 2010 году в деревне проживали 43 человека (27 мужчин и 16 женщин).